# クリスティン・エングヴィグ
クリスティン・エングヴィグ（Kristin Engvig）は、ノルウェー出身のヨーロッパの社会起業家である。
女性による国際的なネットワークを構築することを目的としたウィン・カンファレンスの創始者およびCEO、欧州ビーコープ株式会社の取締役を務める。彼女は有名な思想的リーダーであり、スピーカーであり、モディレーターであり、WINの活動と女性のリーダーシップジャーニーの進化の原動力となっている。

## 国際的トレンドを作った女性たち
1990年頃、日本人女性初の投資銀行員（インベストメントバンカー）が米国野村證券にて伊藤澄子が誕生した。
1997年代、クリスティンがウィン・カンファレンスを設立した頃、1998年ゴールドマンサックスのストラテジスト、及び副社長であったキャシー松井が経済紙の中でウーマノミクスを発表した。

## 社会への影響
2019年12月フィンランド共和国では首相サンナ・マリン（フィンランド社会民主党）が率いる世界初の女性多数政府が誕生した。（19名中12名）
2019年6月国際労働機関（ILO）は、ウィン・カンファレンスの出席者である女性の働きかけにより、職場での暴力やハラスメントを全面的に禁止する初の国際条約を採択した。従業員や就職活動中の学生など幅広い関係者へのセクシュアル・ハラスメント（セクハラ）や嫌がらせを禁じ、政府や雇用主に対策を講じるよう求めた。

## 近年の活躍
- 2020年9月 - クリスティンは新しくIT技術利用を決め、グローバルウィンカンファレンスをGlobal WIN Live[2] と称して、ウェブ上にて行った。
- 2020年2月 - ダボス会議に出席。
- 2020年1月 - フォーブスが主催するウィメンズ・アワードにてキーノートスピーカーを務める。
- 2019年12月 - TEDxLausanneWomen 2019 – BOLD + BRILLIANTにてMCを務める。
- 2019年2月 - ダボス会議に出席。SAPにより招待を受け、持続可能な開発目標 の目標5についてスピーカーを務める。
- 2018年11月 - ノーベル賞受賞式典に招待される。

## 環境への配慮
クリスティンは度々TwitterやFacebookにて自然環境に対する取り組みについて欧州での記事を紹介し、気候変動(Climate change)にとても関心がある。長年のスポンサーであるShell Oil CompanyのＣＥＯ　ベン・ヴァン・バーデンが化石燃料に変わるエネルギーに投資する意向をホームページで発表したことを受け、彼女も同意の方向性を明示した。